# دانشگاه ملی گیونگ سانگ
دانشگاه ملی گیونگ سانگ (GNU، 경상대학교) یکی از ده دانشگاه ملی پرچمدار کره است که در جینجو، استان گیونگ سانگ جنوبی واقع شده‌است.
این دانشگاه دارای دوازده کالج از جمله هنر، علوم اجتماعی، علوم طبیعی، مهندسی، کشاورزی و علوم زیستی، مدیریت، دامپزشکی، آموزش، پرستاری و پزشکی و هشت دانشکده تحصیلات تکمیلی مانند پزشکی و بهداشت عمومی، مدیریت بازرگانی، آموزش، هوافضا است.